# Marco Spangaro
Marco Spangaro (Pordenone, 5 agosto 1969) è un ex cestista e allenatore di pallacanestro italiano.

## Carriera
Di ruolo guardia, ha militato in numerose società professionistiche italiane. In Serie A1 ha indossato – partendo prevalentemente dalla panchina – le canotte di Reggio Calabria, Olimpia Milano, Siena, Gorizia e Pesaro.
Ritiratosi nel 2008, ha intrapreso l'attività di allenatore nelle serie dilettantistiche.